# Encomiendas y tributos en Nueva España
La encomienda fue una situación de economía usado en Europa durante la Edad Media, de modo muy similar al feudalismo. En Nueva España se implantó desde 1522 hasta 1720, cuando fue suprimido por decreto real.
Cada conquistador recibía una tierra con habitantes indígenas que le debían obedecer y el español debía evangelizarlos. Los primeros gobernantes de la América española implantaron esta medida para canalizar hacia las finanzas reales los tributos de la Triple Alianza.
Con la caída de Tenochtitlán en 1521, Hernán Cortés asumió el control político y militar de los territorios a los que él denominó "Nueva España" y se nombró Capitán General y Gobernador.
Recordemos que para dar legitimidad a la apropiación de los territorios recién conquistados se determinó, desde un principio, que una quinta parte de todas las riquezas obtenidas por conquistadores y colonizadores en América se entregarían a la corona española.
La corona estableció convenios llamados "capitulaciones" con particulares, para alentar a la conquista de nuevos territorios. Mediante estos documentos se permitía a los conquistadores realizar las expediciones y quedarse con una parte de las riquezas que encontraban.
La crisis de la encomienda creció con el aumento de los jornaleros asalariados en el siglo XVI, al punto de que en 1720 debió cerrarse por fin el negocio de las encomiendas.
Texto de una Encomienda otorgada por Hernán Cortés
24 de julio de 1524
Por la presente se deposita en vos Gonzalo de Salazar factor de sus desta Nueva España el senor e naturales del pueblo de Taxanda [Taximaroa] que es en la provincia de Mechuacán e los pueblos de Acanbaro y Macharo y Avaneoe y Macharon e Anbaro e Xameo e Tupatato e Guariqueo e Puzquaro e Macatario y Tanmeo Canguorira e Yrapusto y Cherequenguerchao y Atapuxao y Araro y Maritaro y Gincomas e Guaco y Camatorio y Andachuco y Caratuquero e Macamysquaro y Ungapachoro y Guanymoro e Chinchiaqueo y Corinveo y Characheo y Pana y Unimao e Charapesto y Parareo que son subjetos al dicho pueblo de [Tasanda] Taximaroa cabecera para que os sirvais de ellos e vos ayude en vras haciendas e granjerías conforme a las hordenanzas que sobre esto están hechas e se harán e con cargo que tengais de los industriar en las cosas de nra santa fee Católica poniendo en ello toda vigilanza e solicitud posible e necesario fecho en Tenuxtitan el 24 de julio de 1524. 